# Michel Dhomps
Michel Dhomps, né le 13 août 1947, est un dirigeant de rugby à XV français.
Il est le président du Castres olympique entre 2010 et 2014.

## Biographie
Il a été directeur général de Pierre Fabre dermo-cosmétique.
En juillet 2009, il est élu à la présidence de l'Association du Castres olympique en remplacement de Philippe Leroux, nommé vice-président de la SASP qui gère le secteur professionnel.
En octobre 2010, il devient président du Castres olympique, succédant à Jean-Philippe Swiadek qui souhaite se retirer du club. Il choisit comme conseiller, Gérard Cholley, ancien pilier international. En janvier 2014, il laisse la présidence à Pierre-Yves Revol, président de 1989 à 2008, qui avait laissé le poste pour prendre la présidence de la Ligue nationale de rugby de 2008 à 2012. Il devient vice-président du club.
En mars 2014, il est élu au sein du comité directeur de la LNR pour représenter le Castres olympique. Il remplace le président de Toulouse, René Bouscatel, dans le collège des représentants de clubs du Top 14. Il quitte le comité directeur en novembre 2016.
Depuis 2015, il est président du syndicat mixte qui gère l'aéroport de Castres-Mazamet.

## Palmarès en tant que président du Castres olympique
- Vainqueur du Championnat de France en 2013.